# 麥克·麥克布魯姆
麥克·麥克布魯姆（英語：Michael McBroom；1991年5月16日—）是一位美國游泳運動員。他擅長長距離自由泳。在2013年巴塞羅那游泳世錦賽上，他獲得800米自由泳的銀牌。